# سوزار
سوزار (به لاتین: Souzar) یک منطقهٔ مسکونی در روسیه است که در جمهوری آلتای واقع شده‌است.